# Hadena caesia
A Hadena caesia a rovarok (Insecta) osztályának a lepkék (Lepidoptera) rendjéhez, ezen belül a bagolylepkefélék (Noctuidae) családjához tartozó faj.

## Elterjedése
Európa nagy részén elterjedt (lásd alfajok!)

## Megjelenése
- lepke: szárnyfesztávolsága:  32–37 mm. Az első szárnyak a kékes-szürkétől a szürkés-barnáig és olíva szürkétől és sötét szürkéig változhatnak. A foltok és vonalak homályosak és elmosódottak. A hátsó szárnyak szürkés-barna színűek.
- hernyó: vöröses-barna színű

## Életmódja
- nemzedék:  egy nemzedéke van egy évben, júniustól augusztusig rajzik. A báb telel át.
- hernyók tápnövényei: kónya habszegfű (Silene nutans), habszegfű (Silene vulgaris) és más Silene fajok.

## Alfajok
- ssp. caesia (Denis&Schiffermüller, 1775) az Alpok térségében
- ssp. abruzzensis (Draudt, 1934) Appennin-hegységben
- ssp. ostrogovichi (Hacker, 1989) Kárpátokban
- ssp. bulgarica (Boursin, 1959) Bulgáriában,
- ssp. xanthophoba (Schawerda, 1922) a Balkán-félszigeten,
- ssp. mananii (Gregson, 1866) a Brit-szigeteken,
- ssp. frigida (Zetterstedt, 1839) Fennoskandináviában
- ssp. grisea (Hospital, 1948) Észak-Spanyolországban
- ssp. revolcadorensis (Calle, 1983) Murciában (Spanyolo.)
- ssp. castiliana (Reisser, 1935)  Kasztíliában.

## Fordítás
- Ez a szócikk részben vagy egészben  a   Hadena caesia című német Wikipédia-szócikk fordításán alapul.  Az eredeti cikk szerkesztőit annak laptörténete sorolja fel. Ez a jelzés csupán a megfogalmazás eredetét és a szerzői jogokat jelzi, nem szolgál a cikkben szereplő információk forrásmegjelöléseként.